# Wilhelm Loibner
Wilhelm Loibner (* 5. Januar 1909 in Wien; † 23. April 1971 in Bad Hall) war ein österreichischer Dirigent.

## Leben und Werk
Wilhelm Loibner studierte Klavier, Komposition und Dirigieren an der Wiener Musikakademie unter anderem bei Clemens Krauss und Franz Schmidt.
Er wurde 1931 Korrepetitor und 1937 Kapellmeister an der Wiener Staatsoper, der er bis zu seinem Tode verbunden blieb. 1949 bis 1953 lehrte er an der Wiener Musikakademie. Von 1957 bis 1959 wirkte er als Chefdirigent des NHK-Orchesters in Tokio. Ab 1963 wirkte er als künstlerischer Leiter der Elizabethan Trust Opera Company in Australien. Er unternahm zahlreiche Tourneen, auch mit seiner Frau Ruthilde Boesch.
Wilhelm Loibner war ab 1954 Mitglied der Freimaurerloge Donau Zu den friedlichen Ufern.